# Нитрат цинка
Нитра́т ци́нка — неорганическое соединение,
соль металла цинка и азотной кислоты с формулой {\displaystyle {\ce {Zn(NO3)2}}}, бесцветные кристаллы, растворяется в воде, образует кристаллогидраты.

## Получение
Кристаллогидраты вещества получают реакцией оксида, гидроксида или карбоната цинка с азотной кислотой:
{\displaystyle {\ce {ZnO + 2 HNO3 -> Zn(NO3)2 + H2O}}};
{\displaystyle {\ce {Zn(OH)2 + 2 HNO3 -> Zn(NO3)2 + 2 H2O}}};
{\displaystyle {\ce {ZnCO3 + 2 HNO3 -> Zn(NO3)2 + CO2 ^ + H2O}}}.
Безводную соль невозможно получить приведёнными реакциями, её получают реакцией металлического цинка с раствором диоксида азота в ацетонитриле:
{\displaystyle {\ce {Zn + 2 N2O4 -> Zn(NO3)2 + 2 NO ^}}}.
Основной производитель в мире — США. Объёмы промышленного производства вещества в США за 2019 год составили более 1850 тонн.

## Физические свойства

Зависимость растворимости нитрата цинка в воде от температуры

Нитрат цинка образует бесцветные кристаллы.
Хорошо растворяется в воде и этаноле.
Образует кристаллогидраты состава {\displaystyle {\ce {Zn(NO3)2.n~H2O}}}, где {\displaystyle {\ce {n}}} = 1, 2, 4, 6 и 9.
С аммиаком образует аддукты с общей формулой {\displaystyle {\ce {Zn(NO3)2.n~NH3}}}.

## Химические свойства
Разлагается при нагревании более 250 °C на оксид цинка, оксиды азота и кислород.
{\displaystyle {\ce {2 Zn(NO3)2 ->[t] 2 ZnO + 4 NO2 + O2}}}.
Вступает в реакции ионного обмена:
{\displaystyle {\ce {2 Zn(NO3)2 + Na2CO3 -> ZnCO3 + 2 NaNO3}}}.
Проявляет амфотерные свойства, вступая в реакцию с концентрированными щелочами:
{\displaystyle {\ce {Zn(NO3)2 + 4NaOH -> Na2[Zn(OH)4] + 2NaNO3}}}.

## Применение
Основное применение вещества — протрава при крашении тканей.
Другие применения: как катализатор в химическом производстве; как коагулянт латекса; как реагент; как источник цинка в жидких удобрениях.

## Безопасность
Вдыхание, проглатывание или контакт (кожа, глаза) с парами или самим веществом может привести к серьёзным травмам, ожогам или смерти.
При сильном нагреве выделяются раздражающие, едкие и токсичные газы. Не горюч, но усиливает горение других веществ. Многие реакции могут вызвать пожар или взрыв.